# Léopold Davout (1829-1904)
Pour les autres membres de la famille, voir Famille d'Avout.
Léopold Davout, né le 9 août 1829 à Escolives-Sainte-Camille et mort le 9 février 1904 à Paris, 3e duc d'Auerstaedt, est un général de division français, grand-croix de la Légion d'honneur et médaillé militaire.
Il commande plusieurs corps d'armée, est gouverneur militaire de Lyon, membre du Conseil supérieur de la guerre, puis devient grand chancelier de la Légion d'honneur de 1895 à 1901.

## Biographie

### Famille
Léopold d'Avout est né le 9 août 1829 à Escolives (Yonne). Il est le fils puîné de Charles d'Avout (1776-1854), chef d'escadron de cavalerie, chevalier de Saint-Louis, officier de la Légion d'honneur, et le neveu du maréchal Davout et du général baron Louis d'Avout,.
Le général Davout épouse, le 16 juin 1868 à Paris, Jeanne de Voize (1845-1935), fille d'Adolphe de Voize et de Nathalie Bouland, en présence de son cousin Étienne, comte de Cambacérès, d'Adolphe Niel, maréchal de France, du chevalier de Voize et du général Étienne Marcel. De cette union naissent : Napoléonie d'Avout d'Auerstaedt (1869-1952), mariée en 1890 au Vte François Daru (1852-1920), chef d'escadron, officier de la Légion d'honneur, dont postérité ; Marie-Mathilde d'Avout d'Auerstaedt (1871-1955), mariée en 1895 au Cte Gaspard de Berthier de Bizy (1866-1910), dont postérité ; Marguerite d'Avout d'Auerstaedt (1873-1967), supérieure générale des Filles de Saint-François de Sales ; Louis Davout (1877-1958), marquis puis duc d'Auerstaedt, commandeur de la Légion d'honneur, croix de guerre 14-18, marié en 1902 à Hélène Étignard de La Faulotte (1880-1946), dont postérité.
Neveu du maréchal Davout, il est autorisé par décret impérial du 23 septembre 1864 à relever le titre de duc d'Auerstaedt éteint à la mort de son cousin, Napoléon-Louis Davout (1811-1853).

### Formation
Élève du Prytanée militaire et de Saint-Cyr, il commence sa carrière comme sous-lieutenant au 72e de ligne en 1849.

### Carrière militaire
Il part pour l'Algérie en 1854. En 1856, il est détaché aux bureaux des affaires arabes. Il est nommé capitaine en 1856 après une razzia dans le sud orannais.
En 1859, il participe à la campagne d'Italie comme capitaine de chasseurs à pied.
Lors de la guerre de 1870 il combat à la bataille de Saint-Privat et à celle de Noisseville.
Il intervient contre l'insurrection de Marseille en 1871. Il prend ensuite le commandement du 36e régiment d'infanterie qu'il conduit contre les insurgés de la Commune de Paris. Durant la semaine sanglante, il prend les gares de l'Est et du Nord, ainsi que les buttes Chaumont sous les ordres de Ladmirault. Il est blessé d'une balle à la tête le dernier jour des opérations. Il est promu général de brigade en juin 1871 et commande la 13e brigade d'artillerie entre 1875 et 1877.
Nommé général de division en septembre 1877 il est placé à la tête de la 13e division d'infanterie.
Après avoir occupé les fonctions de chef d’état-major général, il est placé en août 1880 à la tête du 10e corps d’armée à Rennes. Il quitte ce poste quelques années après pour aller prendre en mars 1884 le commandement du 19e corps d'armée à Alger.
De 1885 à 1888, il est  gouverneur militaire de Lyon et commande le 14e corps d'armée.
Il est membre du Conseil supérieur de la guerre de 1889   à 1894.

### Ambassadeur extraordinaire de la République française au jubilé de la reine Victoria
Ambassadeur extraordinaire de la République française au jubilé de la reine Victoria le 23 juin 1897 à Londres, il prononce l'allocution suivante : 
« Madame, je suis chargé par le Président de la République de vous présenter, à l'occasion du jubilé de Votre Majesté, ses félicitations, celles du Gouvernement et celles de la France entière. Je vous apporte leurs vœux pour l'heureuse continuation de votre règne qui marque de grands et mémorables événements. »

## Distinctions

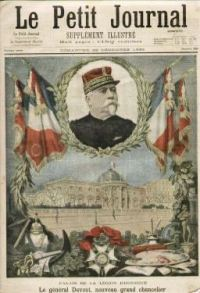
Léopold Davout d'Auerstaedt nommé Grand Chancelier de la Légion d'honneur, Le Petit Journal du 19 septembre 1891.

L'empereur Napoléon III lui confère le titre de duc d'Auerstaedt le 23 septembre 1864.
Le 5 janvier 1887, il est élevé à la dignité de grand-croix de la Légion d'honneur puis élu premier président de la Saint-Cyrienne, association des élèves et anciens élèves de l'école spéciale militaire de Saint-Cyr.
Le 17 septembre 1891 il est décoré de la médaille militaire par le président de la République.
Placé dans le cadre des réserves en 1894, il est nommé grand chancelier de la Légion d’honneur le 5 décembre 1895 en lieu et place de l'amiral Henri Rieunier qui avait refusé le poste au président de la République Félix Faure pour entrer en politique. Il est révoqué de l’ordre national de la Légion d'honneur en 1901.
Le gouvernement de Pierre Waldeck-Rousseau prononce, en septembre 1901, la révocation du général Davout de son poste de grand-chancelier de la Légion d’honneur avant le terme de son mandat  - édition du Petit-Journal du dimanche 20 octobre 1901 - ce qui entraîne, en signe de protestation, une démission collective de tous les membres militaires du conseil de l’ordre.
Il préside la Société de secours aux blessés militaires de 1897 à 1903.